# Calamagrostis hieronymi
Calamagrostis hieronymi är en gräsart som beskrevs av Eduard Hackel. Calamagrostis hieronymi ingår i släktet rör, och familjen gräs. Inga underarter finns listade i Catalogue of Life.